# Portogallo ai Giochi della XXI Olimpiade
Il Portogallo partecipò ai Giochi della XXI Olimpiade che si sono svolti a Montréal dal 17 luglio al 1º agosto 1976, con una delegazione di 19 atleti impegnati in 6 discipline per un totale di 27 competizioni. Il portabandiera alla cerimonia di apertura fu Carlos Lopes, alla sua seconda Olimpiade, che avrebbe vinto la medaglia d'argento sui 10000 metri in questi Giochi e la medaglia d'oro nella maratona a Los Angeles 1984.
Fu la quattordicesima partecipazione di questo paese alle Olimpiadi estive. Furono conquistate due medaglie d'argento.

## Medaglie
| Medaglia | Nome                  | Sport                   | Evento         |
| -------- | --------------------- | ----------------------- | -------------- |
| Argento  | Carlos Lopes          | Atletica leggera        | 10000 metri    |
| Argento  | Armando Silva Marques | Tiro ai Giochi olimpici | Fossa olimpica |